# Halfdan Rasmussen
Halfdan Wedel Rasmussen, född 29 januari 1915 i Köpenhamn, död 2 mars 2002 i Hornbæk, var en dansk författare.

## Biografi
Rasmussen skrev motståndspoesi under andra världskriget som Soldat eller Menneske (1941) och Digter under Besættelsen (1945). Mest är han nog känd för sina barnrim, som i samlingarna Tullerulle tappenstreg spiste gummibolde (1949), Kasper Himmelspjæt (1955), Himpegimpe (1957) och Pumpegris (1959) – samlad utgåva i Børnerim (1964) – samt Halfdans ABC (1967). Hans nonsensdikter, Tosserier (sju delar 1951–1957), har ofta tonsatts (exempelvis av Mogens Jermiin Nissen 1966,) och har bidragit till danskarnas skatt av bevingade ord.
Politiskt var Rasmussen aktiv i den danska motståndsrörelsen under andra världskriget tillsammans med bland andra Morten Nielsen. Senare deltog han i kampen mot kärnvapen och var medlem i Folkrörelsen mot EU och Amnesty International. Dessutom var han särskilt i sin ungdom också aktiv syndikalist. Från 1935 var han en författare i det syndikalistiska veckobladet Arbejdet. Åren 1961–1962 redigerade och gav han ut den revolutionära syndikalistledaren Christian Christensens memoarer. Hans politiska övertygelse kom också till uttryck genom hans texter, till exempel i Otto Brandenburgs album Noget om... från 1976.
Rasmussen var gift första gången 1943–1973 med författaren Ester Nagel och tillsammans fick de dottern skådespelaren Iben Nagel Rasmussen och sonen musikern och regissören Tom Nagel Rasmussen. Han gifte sig andra gången med konstnären Signe Plesner, tidigare gift med Benny Andersen.